# Huỳnh Quang Thanh
Huỳnh Quang Thanh (ur. 10 października 1984 w Ho Chi Minh) – wietnamski piłkarz występujący na pozycji obrońcy w klubie Bình Dương FC.

## Kariera piłkarska
Huỳnh Quang Thanh jest wychowankiem klubu Ngân hàng Đông Á. W 2005 roku odszedł do drużyny Bình Dương FC. W sezonach 2007 i 2008 zdobywał z nią mistrzostwo kraju. Obecnie jego zespół gra w pierwszej lidze wietnamskiej.
Zawodnik ten jest także reprezentantem Wietnamu. W drużynie narodowej zadebiutował w 2006 roku. Został również powołany na Puchar Azji 2007, gdzie jego drużyna odpadła w ćwierćfinale. On zaś rozegrał wszystkie spotkania: w grupie ze Zjednoczonymi Emiratami Arabskimi (2:0), Katarem (1:1) i Japonią (1:4) oraz w ćwierćfinale z Irakiem (0:2). Strzelił jedną bramkę - w pierwszym meczu z ZEA.